# Чушев, Михаил Дмитриевич
Михаи́л Дми́триевич Чу́шев (21 ноября 1923, п. Успенский — 26 октября 1993, Москва) — советский военный деятель, военный лётчик, лётчик-испытатель, генерал-майор авиации. Участник Великой Отечественной войны. Заслуженный военный лётчик СССР.

## Биография
Родился 21 ноября 1923 года в посёлке Успенский Верх-Шуртанского сельсовета Щучье-Озёрского района Молотовской области (ныне — территория Октябрьского городского округа Пермского края).
После окончания Верх-Шуртанской семилетней школы продолжил учебу в Свердловском кооперативном техникуме.
Призван на службу 2 октября 1941 года. Во время Великой Отечественной войны службу проходил в 1-й авиационной эскадрилье военно-воздушных сил Черноморского флота. После войны служил лётчиком-испытателем.
C марта 1961 по август 1963 года — командир 865-го истребительного авиационного полка.
С 30 августа 1963 по 13 мая 1964 года — командир 177-го истребительного авиационного Московского полка ПВО.
8 ноября 1971 года присвоено звание генерал-майора авиации.
На 1974 год — начальник боевой подготовки авиации ПВО СССР.
Служил в Службе безопасности полётов авиации ВС СССР.
Уволился с военной службы 29 декабря 1986 года.
Умер 26 октября 1993 года в Москве.

## Награды
- Два ордена Красной Звезды (27.02.1946; ?)
- Орден За службу Родине в Вооружённых Силах СССР III степени
- Медаль «В ознаменование 100-летия со дня рождения Владимира Ильича Ленина» (1970)
- Медаль «За боевые заслуги» (26.02.1953)
- Медаль «За победу над Германией в Великой Отечественной войне 1941—1945 гг.» (08.06.1945)[4]
- Заслуженный военный лётчик СССР (16.08.1974)[5]
- Другие медали